# هاسکیسون، نیو ساوت ولز
هاسکیسون (به انگلیسی: Huskisson) یک شهرک در استرالیا است که در نیو ساوت ولز واقع شده‌است.